# Cambodge aux Jeux paralympiques d'été de 2024
Le Cambodge participe aux Jeux paralympiques d'été de 2024 à Paris. Il est représenté par un athlète. Il s'agit de la 5e participation du Cambodge aux Jeux paralympiques d'été.

## Résultats

### Athlétisme
| Athlète | Événement        | 1er tour | 1er tour | Finale       | Finale       |
| Athlète | Événement        | Résultat | Rang     | Résultat     | Rang         |
| ------- | ---------------- | -------- | -------- | ------------ | ------------ |
| Vun Van | 100 m T54 hommes | 14,58    | 9        | Pas qualifié | Pas qualifié |

Le 4 septembre 2024, Vun Van réalise son meilleur score de la saison et se positionne 9e.